# 2010년 세계 아이스하키 선수권 대회
2010년 세계 남자 아이스하키 선수권 대회(영어: 2010 World Ice Hockey Championships)는 국제 아이스하키 연맹(IIHF)에서 주관하는 제74회 세계 선수권 대회이다. 48개국의 남자 아이스하키 대표팀이 참가하여 각 등급에 따라 경기를 치렀다.

## 챔피언십
16개국 최상위권 국가들의 챔피언십 대회는 5월 7일 ~ 5월 23일 독일 겔젠키르헨·만하임·쾰른에서 열렸다.
- 1위  체코
- 2위  러시아
- 3위  스웨덴
- 4위  독일
- 5위  스위스
- 6위  핀란드
- 7위  캐나다
- 8위  덴마크
- 9위  노르웨이
- 10위  벨라루스
- 11위  라트비아
- 12위  슬로바키아
- 13위  미국
- 14위  프랑스
- 15위  이탈리아 - 2011년 디비전 1로 강등
- 16위  카자흐스탄 - 2011년 디비전 1로 강등

| 금 체코   | 미할 바린카, 미로슬라프 블라탸크, 페트르 차슬라바, 로만 체르벤카, 페트르 그르제고르제크, 페트르 후바체크, 야로미르 야그르, 루카시 카슈파르, 야쿠프 클레피시, 페트르 코우칼, 마레크 크바필, 얀 마레크, 토마시 모이지시, 온드르제이 네메츠, 필리프 노바크, 이르지 노보트니, 온드르제이 파벨레츠, 카렐 라후네크, 토마시 롤리네크, 미할 로시발, 마르틴 루지치카, 야쿠프 슈테파네크, 페트르 밤폴라, 토마시 보코운, 야쿠프 보라체크 감독: 블라디미르 루지치카                             |
| 은 러시아 | 막심 아피노게노프, 아르툠 아니시모프, 비탈리 아튜쇼프, 파벨 다추크, 세르게이 표도로프, 알렉산드르 프롤로프, 세르게이 곤차르, 데니스 그레베시코프, 알렉세이 예멜린, 알렉산드르 예료멘코, 드미트리 칼리닌, 콘스탄틴 코르네예프, 바실리 코셰치킨, 빅토르 코즐로프, 일리야 코발추크, 드미트리 쿨리코프, 니콜라이 쿨료민, 예브게니 말킨, 세르게이 모자킨, 일리야 니쿨린, 알렉산드르 오베치킨, 알렉산드르 쇼민, 막심 수신스키, 알렉세이 테레셴코, 세묜 바를라모프 감독: 뱌체슬라프 비코프 |
| 동 스웨덴 | 요나스 안데르손, 미카엘 바클룬드, 크리스티안 베크만, 올리베르 에크만 라르손, 안드레아스 엥크비스트, 임미 에릭손, 요나탄 에릭손, 칼 군나르손, 요나스 구스타브손, 요한 하리우, 빅토르 헤드만, 망누스 요한손, 에리크 칼손, 안데르스 린드베크, 산뉘 린스트룀, 야코브 마르크스트룀, 토뉘 모르텐손, 마르쿠스 닐손, 미샤엘 뉠란데르, 리누스 오마르크, 망누스 페에예르비스벤손, 니클라스 페르손, 프레드리크 페테르손, 리카르드 발린, 마티아스 베인한들 감독: 벵트오케 구스타프손            |

## 디비전 1
디비전 1에 속하는 국가들은 2개 그룹으로 나누어 4월 17일 ~ 4월 25일 네덜란드 틸부르흐와 슬로베니아 류블랴나에서 경기를 치렀다.
| A그룹 - 1위 오스트리아 — 2011년 챔피언십으로 승격 - 2위 우크라이나 - 3위 일본 - 4위 네덜란드 - 5위 리투아니아 - 6위 세르비아 - 2011년 디비전 2로 강등 | B그룹 - 1위 슬로베니아 — 2011년 챔피언십으로 승격 - 2위 헝가리 - 3위 폴란드 - 4위 영국 - 5위 대한민국 - 6위 크로아티아 - 2011년 디비전 2로 강등 |

| 디비전1 A 우승 오스트리아 | 라인하르트 디비스, 마이키 엘릭, 그레고어 하거, 크리스토프 하란트, 파트리크 하란트, 롤란트 카스피츠, 요하네스 키리지츠, 토마스 코흐, 마누엘 라투자, 로베르트 루카스, 마르쿠스 파인트너, 마르코 페발, 토마스 푀크, 토마스 라플, 요하네스 라이헬, 다비트 슐러, 올리버 제칭거, 베른하르트 슈타르크바움, 마티아스 트라트닝, 게르하르트 운터루가워, 다니엘 벨저, 다르치 베렝카 감독: 빌 길리건 |

| 디비전1 B 우승 슬로베니아 | 보슈티안 골리치치, 안드레이 헤바르, 안드레이 호체바르, 지가 예글리치, 사바후딘 코바체비치, 알레시 크란츠, 로베르트 크리스탄, 그레크 쿠즈니크, 야코프 밀로바노비치, 얀 무르샤크, 알레시 무시치, 지가 판체, 지가 파울린, 클레멘 프레트나르, 토마시 라진가르, 다비트 로드만, 마르첼 로드만, 알레시 실라, 미티아 시비츠, 안드레이 타우젤, 로크 티차르, 얀 우르바스, 루카 비드마르 감독: 존 해링턴 |

## 디비전 2
디비전 2에 속하는 국가들은 2개 그룹으로 나누어 4월 10일 ~ 4월 17일 멕시코 멕시코시티와 에스토니아 탈린에서 경기를 치렀다.
| A그룹 - 1위 스페인 — 2011년 디비전 1로 승격 - 2위 오스트레일리아 - 3위 벨기에 - 4위 불가리아 - 5위 멕시코 - 6위 터키 - 2011년 디비전 3으로 강등 | B그룹 - 1위 에스토니아 — 2011년 디비전 1로 승격 - 2위 루마니아 - 3위 아이슬란드 - 4위 뉴질랜드 - 5위 중국 - 6위 이스라엘 - 2011년 디비전 3로 강등 |

| 디비전2 A 우승 스페인 | 안데르 알카이네, 호세 루이스 알론소, 살바도르 바르놀라, 아드리안 베트란, 기예르모 베트란, 호세 안토니오 비엑, 오리올 보로나트, 후안 브라보, 고르카 에체바리아, 알레한드로 에르난데스, 후안 호세 마르틴, 후안 무뇨스, 파블로 무뇨스, 다니 파라, 알레한드로 페드라스, 데시데리오 페레스, 디에고 페레스, 바스티엔 리보트, 알렉세이 로스친, 호르헤 바예, 오스카르 바스케스, 알레한드로 베아 감독: 윌리엄 윌킨슨 |

| 디비전2 B 우승 에스토니아 | 막심 이바노브, 카우포 칼리우스테, 카스파르 카리크, 빌렘헨리크 코이트마, 키릴 콜파코브, 안드레이 마크로브, 안톤 네크라소브, 알렉산드르 오시포브, 스타니슬라브 팡코브, 알렉산드르 페트로브, 마르크 라예브스키, 로베르트 로바, 막심 세미오노브, 알렉세이 시비르체브, 올레 실드레, 펠레 실드레, 야누스 소로킨, 디미트리 수르, 베이코 쉬바오야, 바실리 티타렝코, 미흐켈 버랑 감독: 이스모 레흐코넨 |

## 디비전 3
디비전 2에 속하는 국가들은 2개 그룹으로 나누어 4월 14일 ~ 4월 18일 룩셈부르크 코켈쇠에르와 아르메니아 예레반에서 경기를 치렀다.
| A그룹 - 1위 아일랜드 — 2011년 디비전 3으로 승격 - 2위 그리스 - 3위 룩셈부르크 - 4위 아랍에미리트 | B그룹 - 1위 조선민주주의공화국 — 2011년 디비전 3으로 승격 - 2위 아르메니아 - 3위 남아프리카 공화국 - 4위 몽골 |

| 디비전3 A 우승 아일랜드 | 스티븐 애덤스, 스티븐 밸머, 스티븐 유언, 크레이그 페이, 숀 둘리, 스티븐 해밀, 딘 켈리, 케빈 켈리, 로버트 레키, 개러스 마틴, 제이슨 매크레이노어, 니얼 매커보이, 데이비드 모리슨, 마크 모리슨, 티머시 오드리스콜, 애덤 페퍼, 마크 레이놀즈, 개러스 로버츠 감독: 제임스 티베츠 |

| 디비전3 B 우승 북한 | 안윤철, 장명진, 정송일, 주성혁, 김철범, 김형조, 김진혁, 김주혁, 김광호, 김명철, 구성민, 문철, 엄성철, 박건혁, 박성진, 리철민, 리금성, 리봉일, 리세광, 윤봉철 감독: 박창덕 |